# Resolute desk

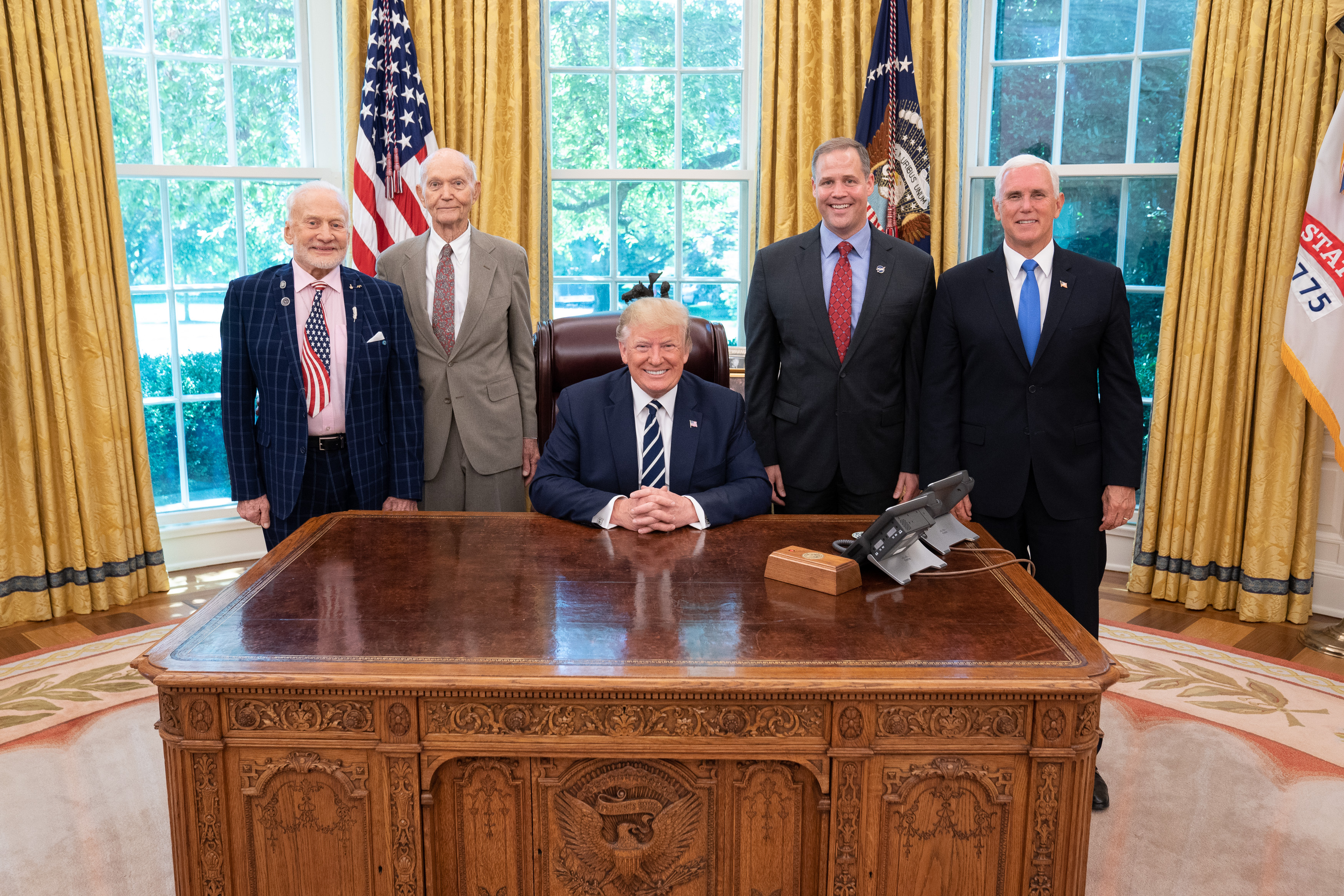
Donald Trump derrière le Resolute desk avec le vice-président Mike Pence, l'administrateur de la NASA Jim Bridenstine et les astronautes Buzz Aldrin et Michael Collins, en 2019.

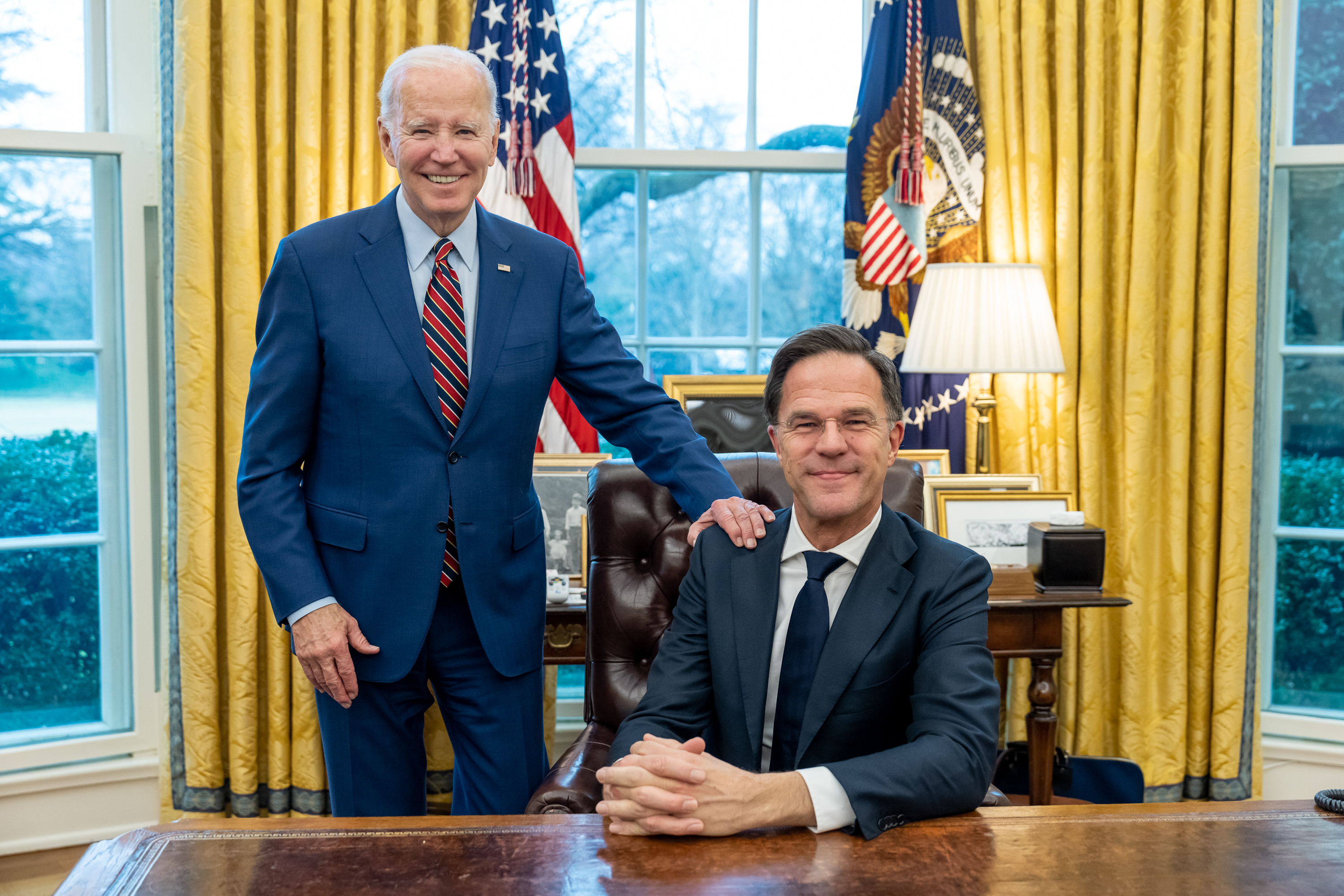
Le Premier ministre néerlandais Mark Rutte derrière le Resolute desk avec le président Joe Biden à son côté, en 2023.

Le Resolute desk est un grand bureau du XIXe siècle de type partners desk qui sert fréquemment de bureau aux présidents des États-Unis, à la Maison-Blanche dans le Bureau ovale. Ce meuble est un cadeau de la reine Victoria au président américain Rutherford B. Hayes en 1880. Il est construit à partir du bois du navire britannique HMS Resolute.
Il est composé d'un grand plateau, avec bord sculpté et dessus recouvert de cuir tendu, reposant sur deux caissons sculptés. Ces caissons, comme dans tout partners desk, abritent des tiroirs sur les deux côtés (un partners desk étant habituellement destiné à être occupé par deux personnes en face à face). Franklin Roosevelt fit rajouter un panneau central sur l'avant.

## Histoire

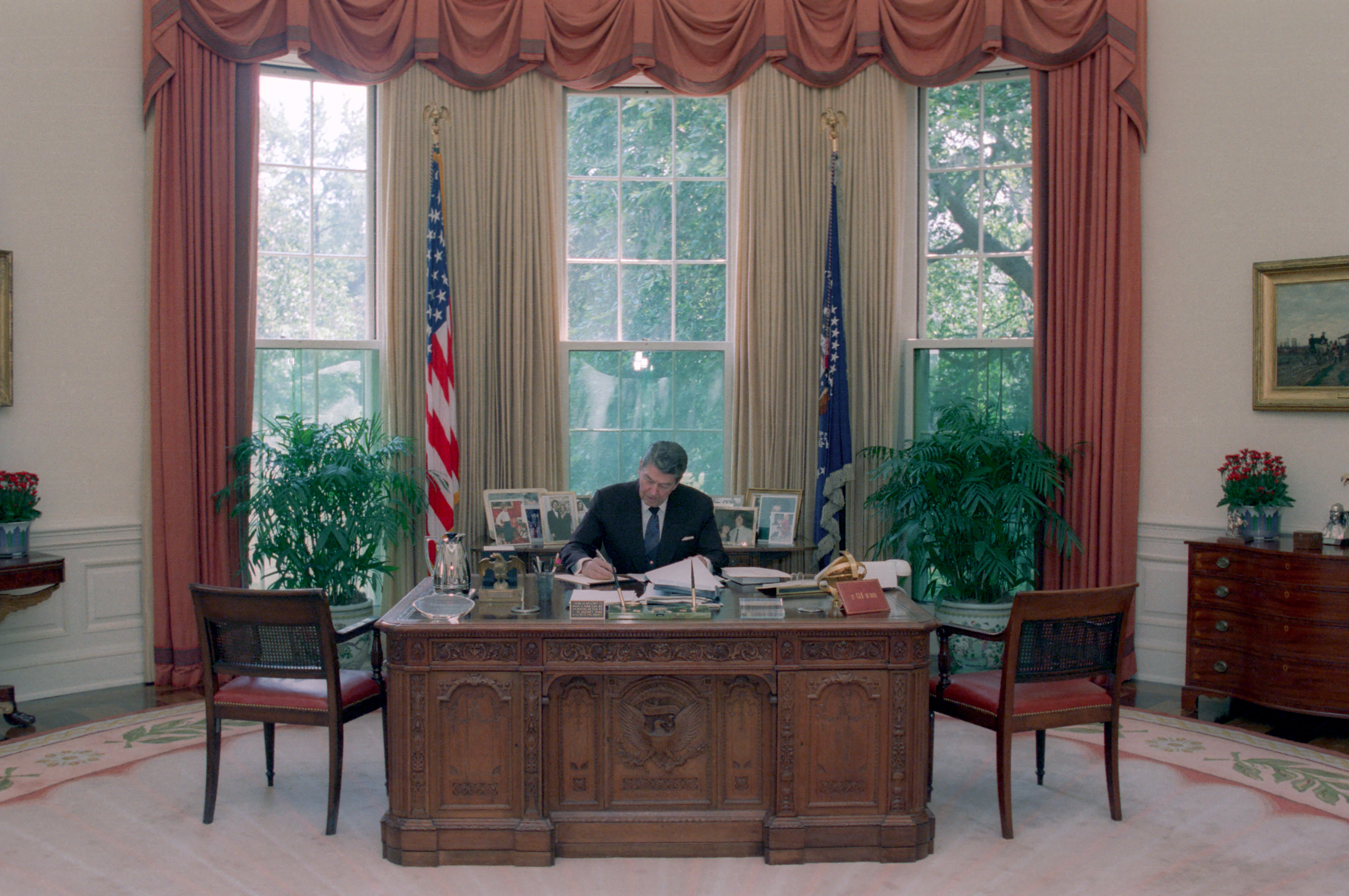
Ronald Reagan travaillant sur le Resolute desk. On aperçoit la base de quelques centimètres qu'il a fait rajouter pour rehausser le bureau.

L'arrière du bureau sous la présidence Reagan, avec la plaque en laiton visible.

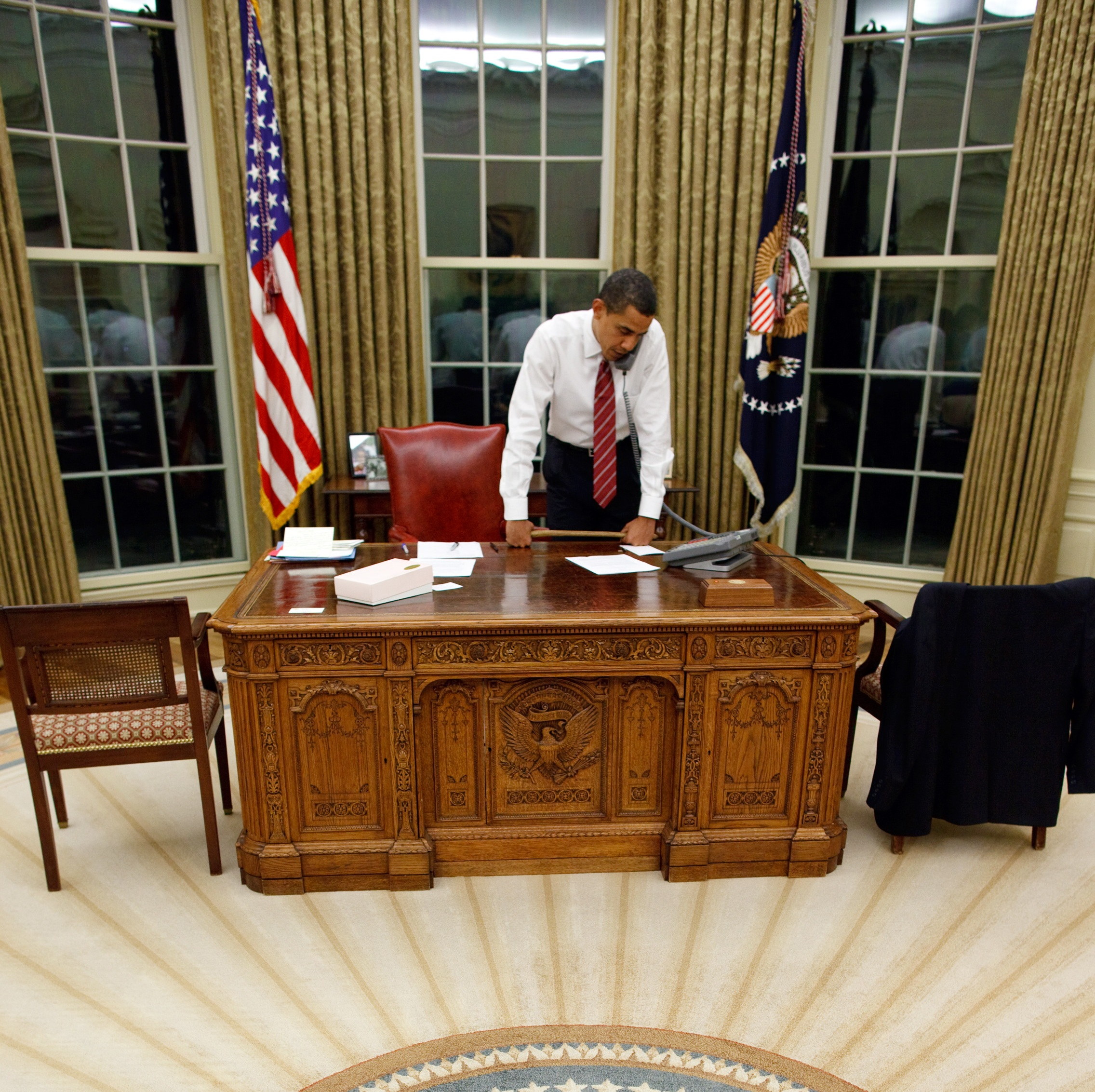
Barack Obama derrière le Resolute desk quelques jours après son investiture. Sur cette photographie, le sceau du président est visible sur le tapis, sur la face avant du bureau et sur le drapeau présidentiel à l'arrière.

En 1856, un navire baleinier américain retrouve le navire d'exploration polaire britannique HMS Resolute, abandonné et pris dans les glaces depuis deux ans dans l'Arctique, dans le détroit de Davis (entre la Terre de Baffin et le Groenland). Il le ramène dans le Connecticut. Le Congrès américain rachète le navire, le fait restaurer et le renvoie en Angleterre où il est présenté à la reine Victoria en signe de paix entre les deux pays. Il sera alors remis en service par la Royal Navy. Lorsqu'il est retiré du service, la reine fait récupérer des membrures en chêne du navire et fait construire par William Evenden, du chantier naval royal de Chatham, un bureau qu'elle offre en 1880 au président des États-Unis (à l'époque Rutherford B. Hayes). Une plaque gravée en laiton fixée sur le meuble en retrace alors l'histoire.
Ce bureau est utilisé par tous les présidents depuis Hayes à l'exception de Lyndon Johnson, Richard Nixon et Gerald Ford (soit de 1964 à 1977). Il est d'abord dans le bureau présidentiel au second étage de la Résidence exécutive (le bâtiment central et historique de la Maison-Blanche). En 1902, les bureaux du président et de son équipe sont installés dans l'aile Ouest nouvellement construite mais le Resolute Desk reste lui dans la Résidence exécutive dans le bureau privé du président. Après la grande rénovation de la Maison-Blanche sous la présidence de Truman (1948-1952), il est placé dans la Broadcast Room au rez-de-chaussée, où il est utilisé par le président Dwight D. Eisenhower lors de ses allocutions radio et télévisées.
Le président Kennedy le déplace de la Résidence exécutive vers l'aile Ouest en le faisant installer dans le bureau ovale en 1961. Son épouse Jacqueline l'avait redécouvert dans la Broadcast Room. Une photo montre John Fitzgerald Kennedy Jr. le fils du président alors âgé de 3 ans, jouant sous ce bureau. Lyndon B. Johnson préfère utiliser son partners desk et le Resolute desk est alors prêté pour une exposition itinérante de la Kennedy Library de 1964 à 1965 puis en 1966 au Smithsonian Institution à Washington pour y être exposé. Richard Nixon et Gerald Ford ne l'utiliseront pas et c'est Jimmy Carter à son arrivée à la Maison-Blanche en janvier 1977 qui le fait revenir (en mémoire du temps où il avait servi dans la Navy) et le réinstalle dans le bureau ovale. Ronald Reagan l'utilise à son tour mais son successeur George H. W. Bush s'en sépare en 1989 cinq mois après son arrivée dans le bureau ovale, préférant le partners desk qu'il utilisait auparavant dans son bureau de vice-président à la Maison-Blanche. Il fait alors installer le Resolute Desk dans le salon du Traité dans la Résidence exécutive. Bill Clinton le réinstalle dans le bureau ovale en 1993 où son successeur George W. Bush le conserve. Il continue à être utilisé par Barack Obama, puis par Donald Trump et Joe Biden.
Le Resolute desk n'a subi que deux modifications depuis 1880. Le président Franklin D. Roosevelt demanda la pose d'un panneau sur l'avant pour cacher ses jambes appareillées et sa chaise roulante. Un panneau monté sur charnières fut commandé en 1944 mais ne fut livré qu'après la mort de Roosevelt en 1945. Son successeur, le président Truman le fit néanmoins installer. Sur ce panneau est gravé le sceau du président des États-Unis (l'une des trois seules représentations de ce sceau parmi les nombreuses existantes dans la Maison-Blanche où l'aigle a la tête tournée vers les 13 flèches et non dans le sens officiel actuel, vers la branche d'olivier). La seconde modification du bureau fut le fait du président Reagan qui le fit surélever de 4,5 cm pour que ses genoux ne heurtent plus le dessous du plateau.

## Répliques

Réplique du bureau présente à la John F. Kennedy Library, à Boston (Massachusetts).

Il existe plusieurs répliques du Resolute Desk, dont des répliques exactes dans au moins cinq bibliothèques présidentielles, la John F. Kennedy Library à Dorchester (Massachusetts), la Jimmy Carter Library and Museum à Atlanta (Georgie), la Ronald Reagan Presidential Library à Simi Valley (Californie), la William J. Clinton Presidential Center and Park à Little Rock (Arkansas) et la George W Bush Presidential Library à Dallas. Ces bibliothèques ont une pièce reproduisant le bureau ovale, à échelle réelle ou approchante, tel qu'il se présentait à l'époque de leur président. Quelques musées indépendants américains disposent également d'une réplique et un fabricant canadien de meubles en reproduit à la demande des copies assez fidèles.

## Culture populaire
Ce bureau apparaît dans de nombreux films américains où le bureau ovale est mis en scène. Le bureau apparaît dans le film Treize jours qui met en vedette Bruce Greenwood dans le rôle du président John F. Kennedy. Le Resolute desk joue un rôle clé dans Benjamin Gates et le Livre des secrets sorti en 2007 avec Nicolas Cage (dans le film, le Resolute desk a un jumeau dans le palais de Buckingham).

## Autres bureaux
Le premier bureau utilisé dans le premier bureau ovale fut celui construit pour Theodore Roosevelt en 1902 lors de la création de l'aile Ouest de la Maison-Blanche. Ce Theodore Roosevelt Desk sera successivement utilisé par les présidents Taft, Wilson, Harding, Coolidge, Hoover, Franklin D. Roosevelt, Truman et Eisenhower. Nixon l'utilisera lui dans son bureau de travail, pièce 180 de l'Old Executive Office Building (immeuble fédéral situé en face de l'aile Ouest, Nixon n'allait dans le Bureau ovale que pour les cérémonies ou accueillir des personnalités).
Lyndon B. Johnson amena son propre bureau dans le bureau ovale (et qui se trouve aujourd'hui dans la réplique du bureau ovale de sa bibliothèque, la Lyndon Baines Johnson Library and Museum à Austin au Texas). Nixon et Ford utilisèrent eux le Wilson desk (que Nixon avait dans son bureau au Capitole lorsqu'il était vice-président d'Eisenhower et donc président ex officio du Sénat). Nixon pensait au départ que c'était celui du président Woodrow Wilson mais en 1969 il fut découvert que c'était en fait celui utilisé par le vice-président Henry Wilson sous la présidence de Grant. George H. W. Bush utilisa le C&O Desk (construit dans les années 1920 pour les propriétaires de la Chesapeake & Ohio Railway puis donné à la Maison-Blanche, Ford, Carter et Reagan l'utiliseront dans le bureau privé de l'aile Ouest).

## Chronologie à la Maison-Blanche
| Président                                                                                  | Localisation                                                                               | Dates       | Références |
| ------------------------------------------------------------------------------------------ | ------------------------------------------------------------------------------------------ | ----------- | ---------- |
| Rutherford B. Hayes                                                                        | Green Room                                                                                 | 1880        | [ 9 ]      |
| Rutherford B. Hayes                                                                        | Bureau du président                                                                        | 1880–1902   | [ 10 ]     |
| James A. Garfield                                                                          | Bureau du président                                                                        | 1880–1902   | [ 10 ]     |
| Chester A. Arthur                                                                          | Bureau du président                                                                        | 1880–1902   | [ 10 ]     |
| Grover Cleveland                                                                           | Bureau du président                                                                        | 1880–1902   | [ 10 ]     |
| Benjamin Harrison                                                                          | Bureau du président                                                                        | 1880–1902   | [ 10 ]     |
| Grover Cleveland                                                                           | Bureau du président                                                                        | 1880–1902   | [ 10 ]     |
| William McKinley                                                                           | Bureau du président                                                                        | 1880–1902   | [ 10 ]     |
| Theodore Roosevelt                                                                         | Bureau du président                                                                        | 1880–1902   | [ 10 ]     |
| Theodore Roosevelt                                                                         | Bureau d'études du président                                                               | 1902–1933   | [ 10 ]     |
| William Howard Taft                                                                        | Bureau d'études du président                                                               | 1902–1933   | [ 10 ]     |
| Woodrow Wilson                                                                             | Bureau d'études du président                                                               | 1902–1933   | [ 10 ]     |
| Warren G. Harding                                                                          | Bureau d'études du président                                                               | 1902–1933   | [ 10 ]     |
| Calvin Coolidge                                                                            | Bureau d'études du président                                                               | 1902–1933   | [ 10 ]     |
| Herbert Hoover                                                                             | Bureau d'études du président                                                               | 1902–1933   | [ 10 ]     |
| Franklin D. Roosevelt                                                                      | Yellow Oval Room                                                                           | 1933–1948   | [ 11 ]     |
| Harry S. Truman                                                                            | Yellow Oval Room                                                                           | 1933–1948   | [ 11 ]     |
| Rénovation de la Maison-Blanche par Truman                                                 | Rénovation de la Maison-Blanche par Truman                                                 | 1948–1952   | [ 10 ]     |
| Harry S. Truman                                                                            | Ancienne cuisine / Salle de presse (de nos jours bureau du conservateur)                   | 1952–1961   | ,          |
| Dwight D. Eisenhower                                                                       | Ancienne cuisine / Salle de presse (de nos jours bureau du conservateur)                   | 1952–1961   | ,          |
| John F. Kennedy                                                                            | Bureau ovale                                                                               | 1961–1963   | [ 10 ]     |
| Exposition à la John F. Kennedy Presidential Library and Museum                            | Exposition à la John F. Kennedy Presidential Library and Museum                            | 1964–1965   | [ 10 ]     |
| Exposition à la Smithsonian Institution                                                    | Exposition à la Smithsonian Institution                                                    | 1966–1975   | ,          |
| Exposition « We the People » Musée national d'histoire américaine, Smithsonian Institution | Exposition « We the People » Musée national d'histoire américaine, Smithsonian Institution | 1975–1977   | ,          |
| Jimmy Carter                                                                               | Bureau Ovale                                                                               | 1977–1989   | [ 10 ]     |
| Ronald Reagan                                                                              | Bureau Ovale                                                                               | 1977–1989   | [ 10 ]     |
| George H. W. Bush                                                                          | Bureau Ovale                                                                               | 1977–1989   | [ 10 ]     |
| George H. W. Bush                                                                          | Bureau privé du président (Treaty Room)                                                    | 1989–1993   | [ 10 ]     |
| Bill Clinton                                                                               | Bureau Ovale                                                                               | Depuis 1993 | ,          |
| George W. Bush                                                                             | Bureau Ovale                                                                               | Depuis 1993 | ,          |
| Barack Obama                                                                               | Bureau Ovale                                                                               | Depuis 1993 | ,          |
| Donald Trump                                                                               | Bureau Ovale                                                                               | Depuis 1993 | ,          |
| Joe Biden                                                                                  | Bureau Ovale                                                                               | Depuis 1993 | ,          |

## Galerie

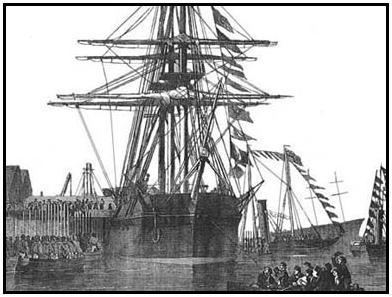
Le HMS Resolute en 1856 lors de son retour en Angleterre et dont le bois a servi à la construction du bureau.
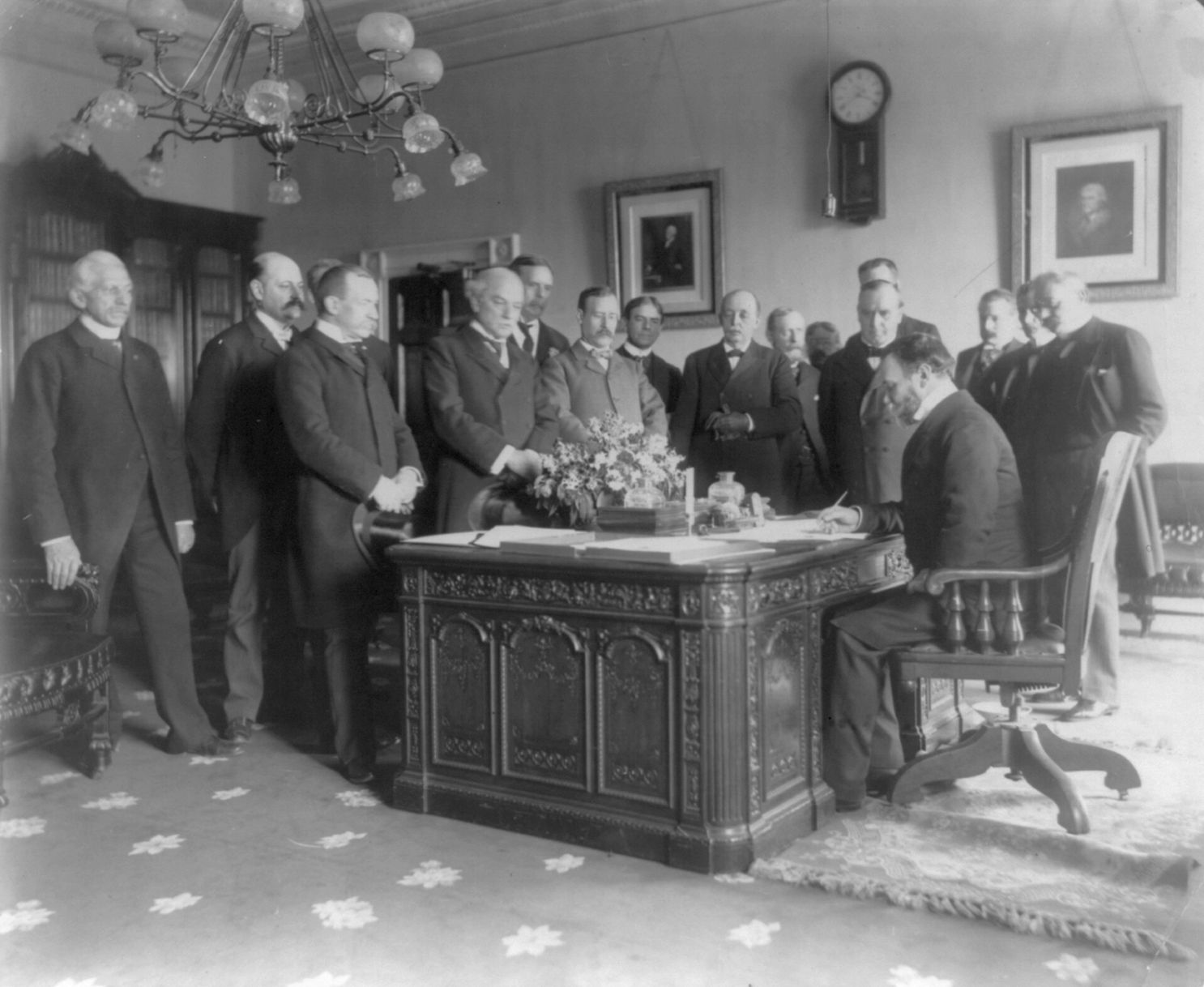
Le secrétaire d'État John Hay signe un traité de paix avec l'Espagne sur le Resolute desk dans le bureau du président McKinley, alors situé au 1er étage de la résidence exécutive de la Maison-Blanche (actuelle Lincoln Bedroom) c. 1899.
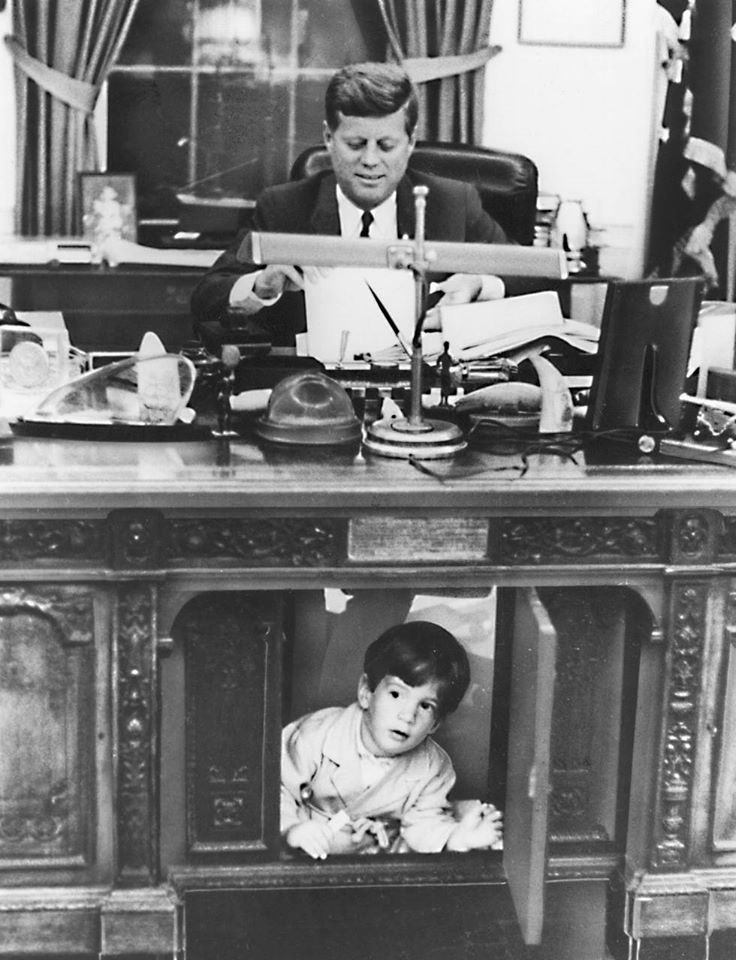
Le président John F. Kennedy travaillant à son bureau alors que son fils joue à ses pieds en 1962.
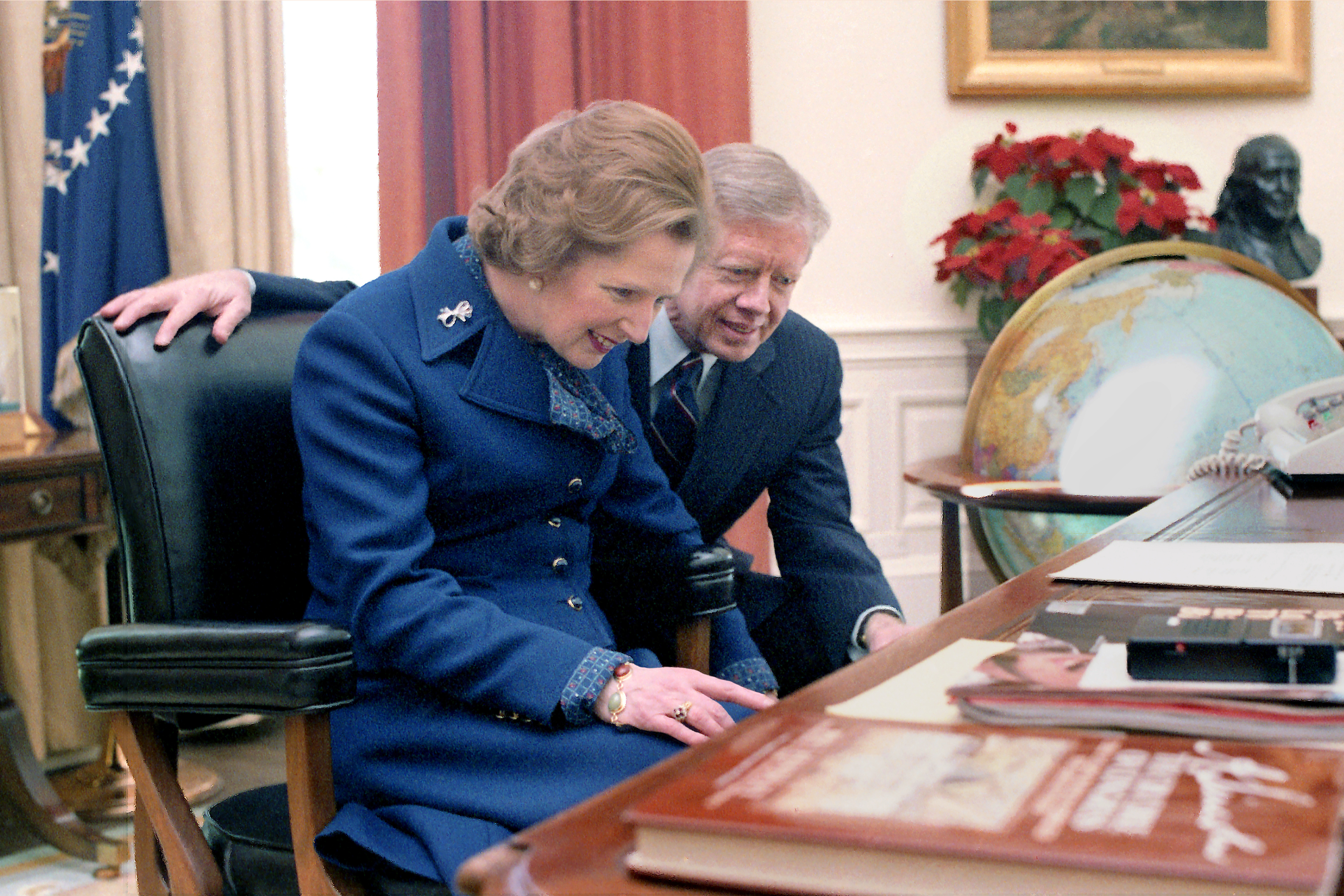
Jimmy Carter, qui a fait réinstaller le Resolute desk dans le bureau ovale au début de son mandat, fait lire à Margaret Thatcher la plaque de laiton fixée sur le bureau.
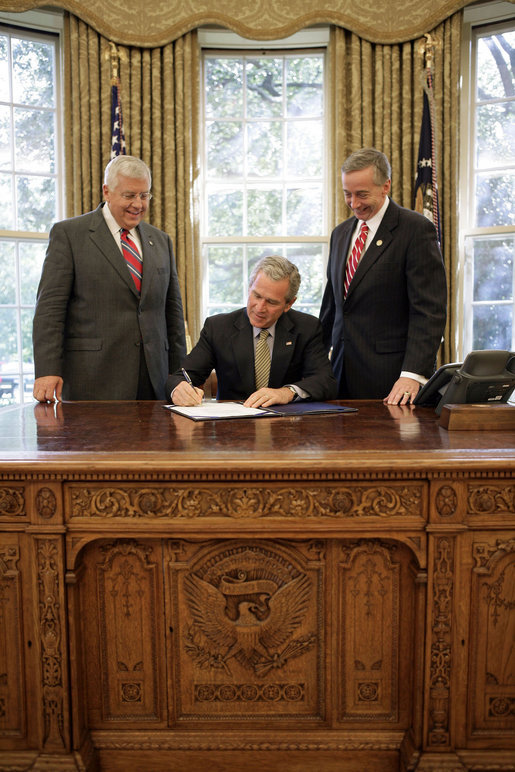
George W. Bush y signant une loi votée par le Congrès en septembre 2006. Sur le devant du bureau, le sceau présidentiel avec la tête de l'aigle tournée vers les flèches.
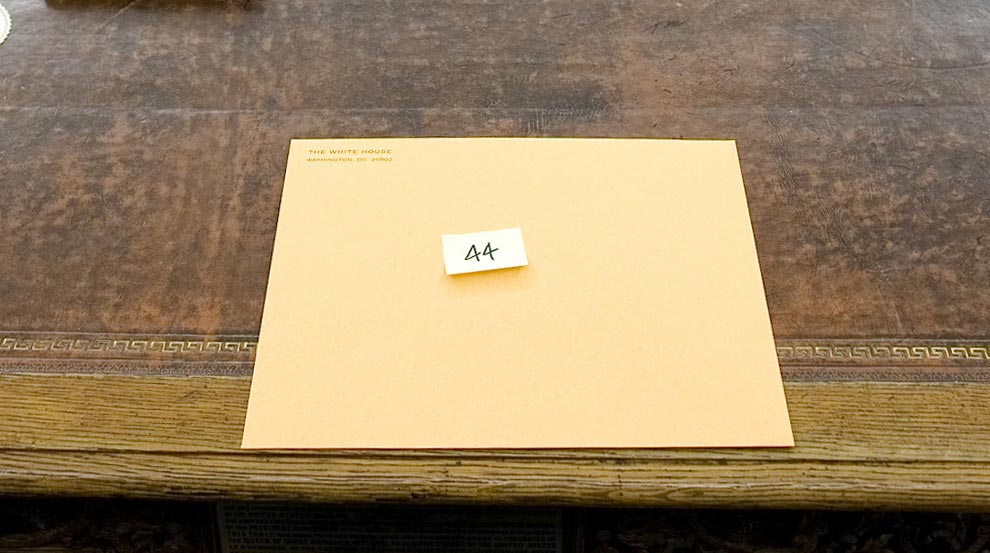
Enveloppe contenant le message laissé, selon la tradition, par George W. Bush à son successeur Barack Obama, 44e président des États-Unis, sur le Resolute Desk le 20 janvier 2009.
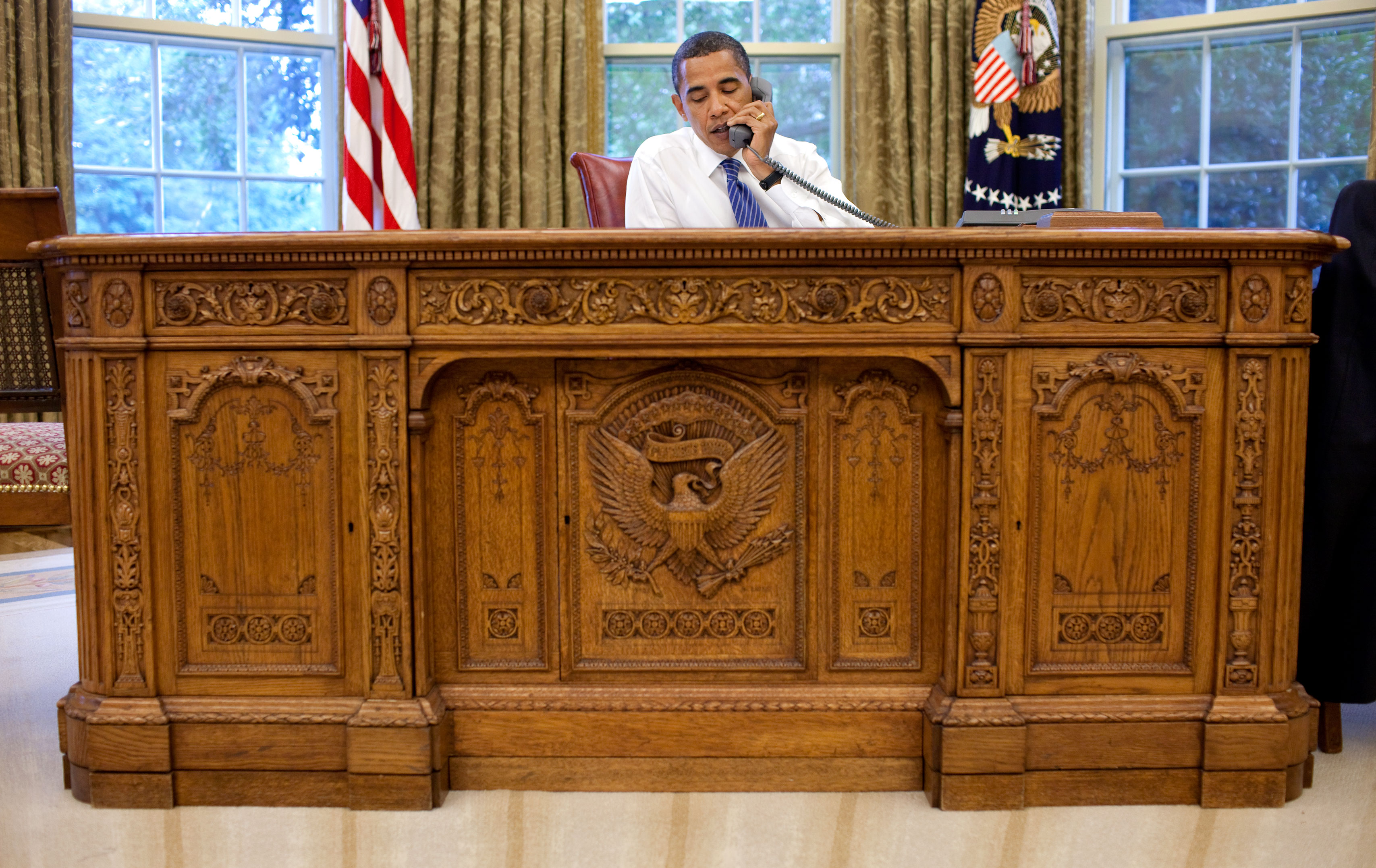
Barack Obama à son bureau en août 2009.
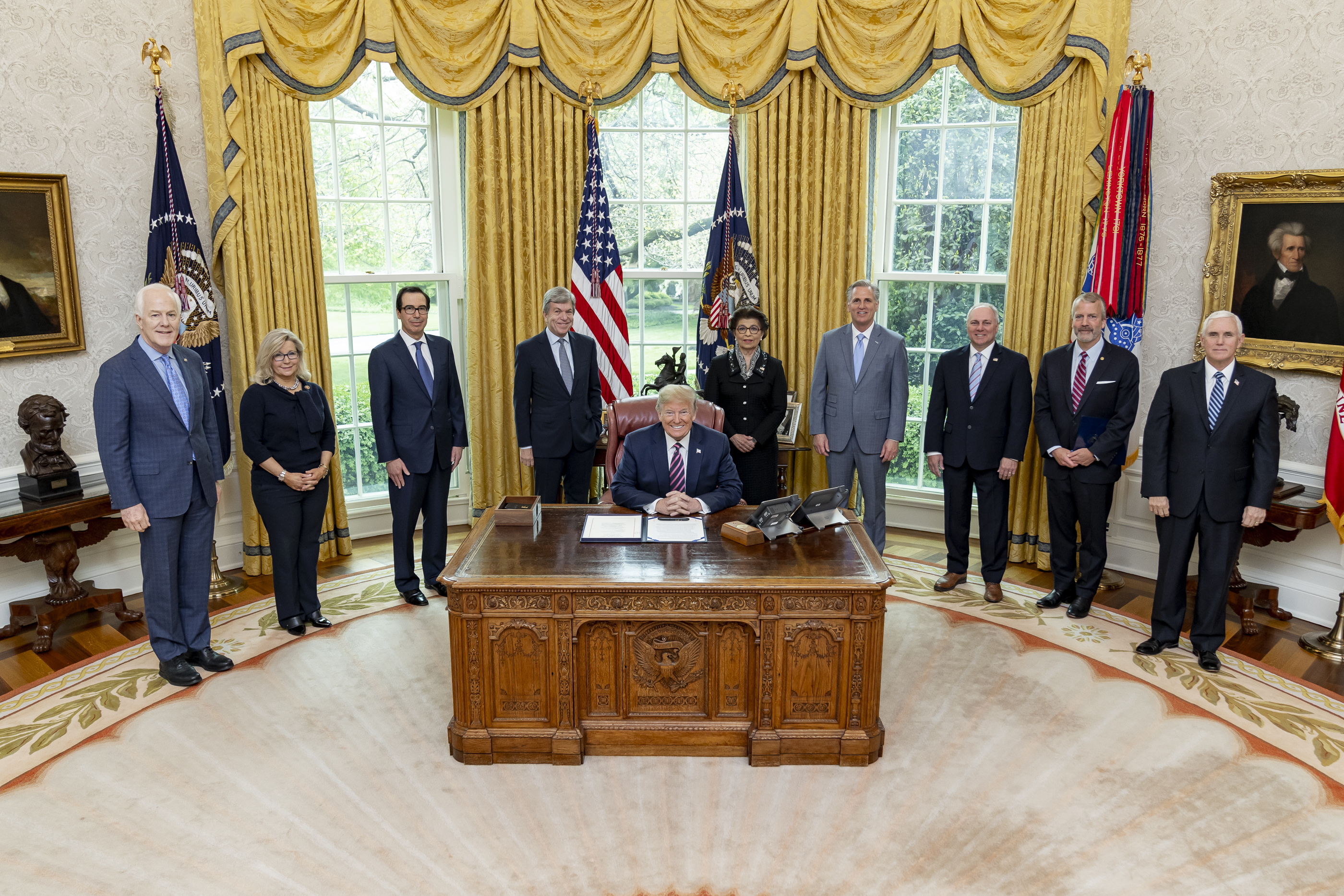
Le bureau Resolute centré dans le bureau ovale en avril 2020 pour la signature du programme de protection des chèques de paie devant limiter les effets de la pandémie de Covid-19 sur l'économie.
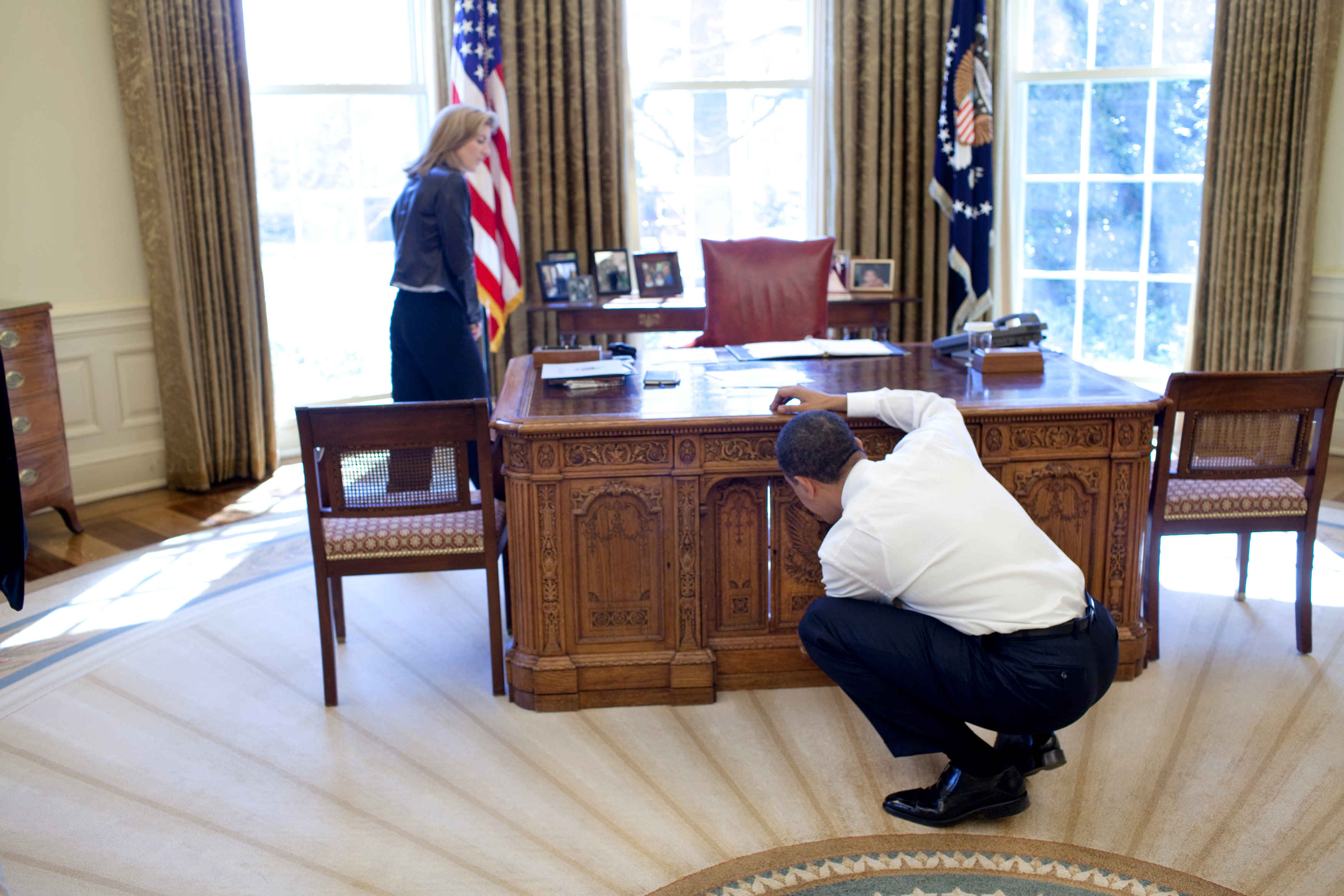
Barack Obama regardant le panneau mobile avant sous le regard de Caroline Kennedy dont le frère John, enfant, jouait sous ce bureau.
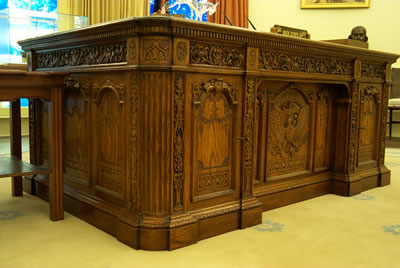
Copie du Resolute desk dans le bureau ovale recréé à la Jimmy Carter Library and Museum.